# Ästhetische Gruppengymnastik
Ästhetische Gruppengymnastik, international Aesthetic Group Gymnastics (AGG), ist eine Turnsportart, die lange Zeit nur von Frauen ausgeübt wurde, in den letzten Jahren aber auch männliche Teilnehmer hat.

## Organisation
Die Gruppengymnastik hat sich aus der finnischen Frauengymnastik (finnisch naisvoimistelu, schwedisch kvinnogymnastik oder damgymnastik) entwickelt. Eine wichtige Person in dieser Sportart in Finnland war Märta Lindholm.
Heute ist die Gruppengymnastik eine Gymnastikart mit internationalen Wettkämpfen, die Beweglichkeit, Balance, Koordination und Gefühl für Rhythmus erfordert. AGG ist in einem internationalen Verband, im IFAGG organisiert. Die Sportart ist populär besonders in Finnland, Estland, Russland und Bulgarien.

## Wesen
Ästhetische Gruppengymnastik ist eine Übung von stilisierter und natürlicher Körperbewegung: Die harmonischen, rhythmischen und dynamischen Bewegungen werden von dosiert eingesetzter Kraft fließend ineinander übergehend ausgeführt, so dass es wirkt, als würde jede Bewegung aus der letzten heraus entstehen. Die Gesamtheit sollte die Vielgestaltigkeit der Dynamik und Schnelligkeit umfassen und unterschiedliche Bewegungen enthalten: Körperwellen und Aufschwünge, sowie Balancen, Sprünge, Hebefiguren und bestimmte Tanzschritte. 

## Wettkampf
In einer Wettkampfgruppe gibt es sechs bis zehn Turnerinnen. Teamarbeit ist wichtig, weil die Bewegungen gemeinsam und synchronisiert ausgeführt werden sollten. AGG ist eine expressive Gymnastikart: mittels Musik und Choreografie wird eine Geschichte erschaffen.

## Medaillengewinner der bisherigen Weltmeisterschaften
| Juni 2008, Toronto, Kanada 1. Ovo/Deltat (Finnland) 2. GC Janika (Estland) 3. National Team (Bulgarien) Juni 2007, Salou, Spanien 1. GC Janika (Estland) 2. National Team (Bulgarien) 3. SC Oscar (Russland) Juni 2006, Tampere, Finnland 1. Ovo/Dynamot (Finnland) 2. National Team (Bulgarien) 3. Roxett (Russland) | Mai 2005, Kopenhagen, Dänemark 1. Roxett (Russland) 2. Frida (Finnland) 3. Piruett (Estland) Juni 2004, Sofia, Bulgarien 1. Ovo/Dynamot (Finnland) 2. Oscar (Russland) 3. Roxett (Russland) Mai 2003, Graz, Österreich 1. Ovo/Dynamot (Finnland) 2. Ovo/Elektronit (Finnland) 3. GC Janika (Estland) | Juni 2002, Prag, Tschechische Republik 1. Ovo/Dynamot (Finnland) 2. Vozrozhdenie (Russland) 3. Vera Sport Club (Russland) Juni 2001, Tallinn, Estland 1. GC Piruett (Estland) 2. Lahjan tytöt (Finnland) 3. Ovo/Dynamot (Finnland) und SC Velar (Estland) Mai 2000, Helsinki, Finnland 1. Campuksen koonto (Finnland) 2. VK Piruett (Estland) 3. Lahjan tytöt (Finnland) |

## Internationale Wettbewerbe
Zur Teilnahme an der WM werden drei Gruppen pro Land zugelassen. Das veranstaltende Land hat das Recht auf eine vierte Gruppe. Außerdem hat die Weltmeistergruppe des Vorjahres eine Wildcard, die die Gruppe berechtigt, ohne Ausscheidungswettkämpfe an der WM teilzunehmen. 
Die WM der ästhetischen Gruppengymnastik wird seit 2000 jedes Jahr veranstaltet. Die Sportart ist noch nicht bei den Olympischen Spielen vertreten.
Kategorien bei den internationalen Wettkämpfen sind die Juniorenkategorie für Mädchen von 14 bis 16 Jahren und die Seniorenkategorie für Frauen über 16 Jahren. 

## Internationale Regeln
Das Wettbewerbsgebiet ist ein Gymnastikteppich, welcher 13 × 13 m² groß ist. Die Kürübung als Komposition bezeichnet, darf von 2 min 15 s bis 2 min 45 s dauern. 

### Kleidung
Die Wettbewerbskleidung soll ästhetisch und aus dehnbarem Material sein. Außer an den Armen, dem Rücken und am Dekolletee darf die Kleidung nicht transparent sein. Die Kleidung kann kleine Schmuckstücke beinhalten, sie dürfen die Aufführung aber nicht stören. Die Kleidung sollte innerhalb der Gruppe identisch sein. Für die Gymnastik gedachte Halbturnschuhe und Strumpfhosen sind akzeptiert. 

### Technische Elemente
Jede Turnerin soll die gleichen technischen Elemente oder Elemente gleichen Niveaus ausführen. Die Elemente sollen gleichzeitig, im Kanon oder innerhalb einer kleinen Zeitperiode ausgeführt werden. Das Wettbewerbsprogramm soll abwechselnd verschiedene Körperbewegungen beinhalten (z. B. Körperwellen, Schwünge, Biegungen, Rotationen, Lehnen, Ausfallschritte, Kontraktionen usw.) und Balancen, Sprünge, Hüpfen, Arm- und Beinbewegungen und Schritte.

### Künstlerische Elemente
Die Komposition soll die Kontinuität und Flüssigkeit der Bewegungen darstellen. Die Komposition zeigt Geschicklichkeit, Kontrolle der Muskeln, Biegsamkeit, Stärke, Geschwindigkeit und Stehvermögen der Turnerin. Die Gruppe soll eine Einheit bilden und zusammen als Gruppe agieren. Die Struktur der Komposition soll wechselhaft und vielfältig sein und die Gruppe sollte den Raum abwechslungsreich nutzen. Die Komposition soll wechselweise sowohl schnelle und langsame Bewegungen beinhalten, als auch Variationen in der Stärke, mit der sie ausgeführt werden. Die Idee und die Expression der Komposition sollten eine Einheit bilden. Eine gelungene Komposition trägt die Atmosphäre durch die ganze Komposition. Die Musik soll rhythmisch variabel sein und der Idee und der Expression der Komposition entsprechen. Die Komposition soll die Wechsel in Tempo und Dynamik durch Bewegungen ausdrücken.
Die Komposition darf keine Religion, Nationalität oder politische Ideologie verletzen. 

### Wertung
Das Schiedsgericht ist in drei Untergruppen eingeteilt: das technische und das künstlerische Schiedsgericht und das Schiedsgericht für die Ausführung. Sie vergeben ihre Punkte unabhängig voneinander. Die Gesamtpunkte addieren sich aus diesen drei Kategorien. Die Maximalpunkte für die technische Wertung der Komposition sind 6,0, für die künstlerische Wertung 4,0, und für die Ausführung 10,0. Folglich sind die Maximalpunkte je Gruppe im Vorkampf und im Finale 20,0 und das Endresultat maximal 40,0 Punkte, da die Punkte aus Vorkampf und Finale zusammengezählt werden.